# مشكلة العالم الأول
مشكلة العالم الأول هي مصطلح غير رسمي للقضايا في دول العالم الأول التي يتم الشكوى منها ردًا على الغياب الملحوظ للمخاوف الأكثر إلحاحًا. على الرغم من وصفه بأنه «مجموعة فرعية من مغالطة الحرمان النسبي»، يستخدم هذا المصطلح أيضًا من قبل العديد من الأشخاص للاعتراف بامتنانهم لعدم وجود مشاكل أسوأ، والتعرف على مشاكلهم في سياق عالمي. تم استخدام المصطلح لتقليل الشكاوى حول القضايا التافهة وإحراج المشتكي، لتوليد الفكاهة على حساب ثقافة العالم الأول ، وكإسقاط ذاتي وكحسن دعابة.

## تاريخ
ظهر مصطلح مشكلة العالم الأول لأول مرة في عام 1979 في G.K Payne's (العمل في بيئة مبنية)، لكنه اكتسب شهرة باعتباره meme على الإنترنت ابتداءً من 2005، لا سيما على مواقع الشبكات الاجتماعية مثل Twitter (حيث أصبح هاشتاجاً شائعًا). في عام 2012، أجرت اليونيسف في نيوزيلندا مسحًا لمشاكل العالم الأول في نيوزيلندا، ووجدت أن «الوصول البطيء إلى الويب» هو الأكثر شيوعًا. تمت إضافة العبارة إلى قاموس أكسفورد على الإنترنت في نوفمبر 2012، وإلى قاموس ماكواري عبر الإنترنت في ديسمبر 2012.
أصدر فنان المحاكاة الساخرة "Weird Al" Yankovicأغنية "First World Problems" في ألبومه 2014 Mandatory Fun الذي فاز بجائزة جرامي لأفضل ألبوم كوميدي في الإصدار 57.

## أمثلة
الأشياء التي تم الاستشهاد بها على أنها مشاكل العالم الأول تشمل:
الوصول البطيء إلى الإنترنت.
تغطية ضعيفة للهاتف المحمول.
نفاد بطارية الهاتف (قلق منخفض من البطارية) 
جهاز التحكم عن بعد في التلفزيون لا يعمل 
وضع AirPods في غير مكانه (الشكوى الأكثر شيوعًا بشأن AirPods). حاولت شركة Apple Inc. التخفيف من هذه المشكلة من خلال تقديم تطبيق "Find My AirPods" في عام 2017.
عدم القدرة على العثور على العناصر في المتجر 
الحصول على قصة شعر سيئة 
الفاكهة ذات المذاق السيئ 